# Université d’agriculture de Chine du Sud
L'Université d’agriculture de Chine du Sud (chinois : 华南农业大学 ; pinyin : huánán nóngyè dàxué, abrégé en (华南农大), est une université agricole situé à Guangzhou (Canton), dans la province du Guangdong, dans le Sud de la Chine.